# Stara Gradiška
Stara Gradiška je naselje na Hrvaškem, ki je središče občine Stara Gradiška Brodsko-posavske županije, ki je na hrvaški strani, to je na levem bregu Save. Na desnem bregu se nahaja mesto Bosanska Gradiška oziroma zdaj samo Gradiška v Republiki Srbski v Bosni in Hercegovini. Na hrvaški strani je v bližini tudi mesto Nova Gradiška.

## Demografija
| Pregled števila prebivalcev po letih | Pregled števila prebivalcev po letih | Pregled števila prebivalcev po letih | Pregled števila prebivalcev po letih | Pregled števila prebivalcev po letih | Pregled števila prebivalcev po letih | Pregled števila prebivalcev po letih | Pregled števila prebivalcev po letih | Pregled števila prebivalcev po letih | Pregled števila prebivalcev po letih | Pregled števila prebivalcev po letih | Pregled števila prebivalcev po letih | Pregled števila prebivalcev po letih | Pregled števila prebivalcev po letih | Pregled števila prebivalcev po letih |
| ------------------------------------ | ------------------------------------ | ------------------------------------ | ------------------------------------ | ------------------------------------ | ------------------------------------ | ------------------------------------ | ------------------------------------ | ------------------------------------ | ------------------------------------ | ------------------------------------ | ------------------------------------ | ------------------------------------ | ------------------------------------ | ------------------------------------ |
| 1857                                 | 1869                                 | 1880                                 | 1890                                 | 1900                                 | 1910                                 | 1921                                 | 1931                                 | 1948                                 | 1953                                 | 1961                                 | 1971                                 | 1981                                 | 1991                                 | 2001                                 |
| 29                                   | 132                                  | 137                                  | 66                                   | 68                                   | 109                                  | 71                                   | 674                                  | 244                                  | 268                                  | 668                                  | 490                                  | 537                                  | 592                                  | 542                                  |